# Грузија у Руској Империји
Држава Грузија је постала део Руске империје у 19. веку. Током раног модерног периода, муслиманско Османско и Персијско царство су се бориле око различитих фрагментираних грузијских краљевстава и кнежевина; до 18. века, Русија се појавила као нова империјална сила у региону. Пошто је Русија била православна хришћанска држава попут Грузије, Грузијци су све више тражили руску помоћ. Године 1783, Ираклије II из источног грузијског краљевства Картлија-Кахетија склопио је савез са Руском империјом, чиме је краљевство постало руски протекторат и одрекло се сваке зависности од свог суверена Персије. Руско-грузијски савез је, међутим, доживео супротне резултате јер Русија није била вољна да испуни услове уговора, наставивши са анексијом проблематичног краљевства 1801. и сведећи га на статус руског региона (Гувернорат Грузије). Године 1810. анектирано је и западно грузијско краљевство Имеретија. Руска власт над Грузијом је на крају призната у различитим мировним уговорима са Персијом и Османлијама, а преостале грузијске територије су "апсорбоване" од стране Руске империје на комадиће током 19. века.
До 1918. Грузија је била део Руске империје. Руска владавина нудила је Грузијцима сигурност од спољних претњи, али је такође често била груба и неосетљива на локално становништво. До краја 19. века, незадовољство руским властима довело је до растућег националног покрета. Период руског царства је, међутим, донео невиђене друштвене и економске промене у Грузији, са појавом нових друштвених класа: еманципација кметова ослободила је многе сељаке, али мало је учинила да се ублажи њихово сиромаштво; раст капитализма створио је урбану радничку класу у Грузији. И сељаци и радници нашли су израз свог незадовољства кроз побуне и штрајкове, који су кулминирали револуцијом 1905. Њихов циљ су заступали социјалистички мењшевици, који су постали доминантна политичка снага у Грузији у последњим годинама руске владавине. Грузија је коначно стекла независност 1918. године, мање као резултат напора националиста и социјалиста, него због распада Руске империје у Првом светском рату.

## Позадина
До 15. века, хришћанска Краљевина Грузија је била подељена на низ мањих држава за које су се борила два велика муслиманска царства у региону, Османска Турска и Сафавидска Персија. Амасијским миром из 1555. године су земље јужног Кавказа су формално подељене на одвојене османске и персијске сфере утицаја. Грузијска Краљевина Имеретија и Кнежевина Самтсхце-Саатабаго, као и земље дуж обале Црног мора на његовом западу су припале Османлијама. На истоку, грузијска краљевства Картлија-Кахетија и разни муслимански властодршци дуж обале Каспијског мора били су под персијском контролом.
Током друге половине века на северу се појавила трећа империјална сила, наиме руска држава Московија, која је делила грузијску православну веру. Дипломатски контакти између Грузијске краљевине Кахетије и Москвовије почели су 1558. године, а 1589. године цар Фјодор I је понудио да краљевство стави под своју заштиту. Ипак, помоћ је била мала, а Руси су још увек били превише удаљени од региона јужног Кавказа да би успешно оспорили османску или персијску контролу и хегемонију. Тек почетком 18. века Русија је почела да прави озбиљне војне продоре јужно од Кавказа. Године 1722. Петар Велики је искористио хаос и немир у Сафавидском Персијском царству да предводи експедицију против њега, док је склопио савез са Вахтангом VI, грузијским владаром Картлија и гувернером региона којег је именовао Сафавид. Међутим, две војске нису успеле да се повежу и Руси су се поново повукли на север, препуштајући Грузијце на милост и немилост Персијанцима. Вахтанг је завршио своје дане у изгнанству у Русији.
Вахтангов наследник, Ираклије II, краљ Картлије-Кахетије од 1762. до 1798. године, окренуо се Русији ради заштите од османских и персијских напада. Краљеви друге велике грузијске државе, Имеретија (у Западној Грузији), такође су контактирали Русију, тражећи заштиту од Османлија. Руска царица Катарина Велика предузела је низ иницијатива за јачање руског утицаја на Кавказу и јачање руског присуства на терену. То је укључивало јачање одбрамбених линија које је раније у веку успоставио Петар Велики, премештање више Козака у регион да служе као гранична стража и изградњу нових утврђења.
Рат је избио између Руса и Османлија 1768. године, пошто су обе империје настојале да обезбеде своју власт на Кавказу. Између 1769–1772, неколико руских трупа под генералом Тотлебеном борила се против турских освајача у Имеретију и Картлији-Кахетији. Пут који су Тотлебен и његове трупе пресекли док су се кретале са севера на југ преко центра Кавкаских планина, поставио је основу за оно што ће бити формализовано кроз руске инвестиције током следећег века као Грузијски војни аутопут, главни копнени пут кроз планине. Рат између Руса и Османлија је завршен 1774. године Кучуккаинарџијским миром.
Године 1783. Ираклије II је потписао Георгијевски мир са Катарином, по коме је Картлија-Кахетија пристала да се одрекне верности било којој држави осим Русији, у замену за руску заштиту. Али када је 1787. избио још један руско-турски рат, Руси су повукли своје трупе из региона за употребу на другим местима, остављајући Ираклијево краљевство незаштићеним. Године 1795, нови персијски шах, Ага Мухамед-хан, поставио је ултиматум Ираклију, наређујући му да прекине односе са Русијом или се суочи са инвазијом. Ираклије је то игнорисао, рачунајући на руску помоћ, која није стигла. Персијски шах је извршио своју претњу и заузео и спалио главни град Тбилиси до темеља, док је покушавао да поново успостави власт Персије над регионом.

## Анексија
Упркос томе што Русија није испоштовала услове Георгијевског мира, грузијски владари су сматрали да немају коме другом да се обрате. Персијанци су опљачкали и спалили Тбилиси, оставивши 20.000 мртвих. Ага Мухамед-хан Каџар је, међутим, убијен 1797. у Шуши, након чега је ирански стисак над Грузијом омекшао. Ираклије је умро следеће године, остављајући престо свом болесном и неуспешном сину Ђорђу XII.
Након смрти Ђорђа 28. децембра 1800. године, краљевство је било растргано између потраживања двојице супарничких наследника, Давида и Јулона. Међутим, руски цар Павле је већ одлучио да ниједан кандидат неће бити крунисан за краља. Уместо тога, монархија би била укинута, а земља под управом Русије. Потписао је указ о инкорпорацији Картлија-Кахетија у састав Руског царства који је потврдио цар Александар I 12. септембра 1801. године. Грузијски изасланик у Санкт Петербургу Гарсеван Чавчавадзе реаговао је протестном нотом која је уручена руском вицеканцелару Александру Куракину. У мају 1801. руски генерал Карл Хајнрих фон Кноринг уклонио је са власти грузијског престолонаследника Давида Батонишвилија и поставио привремену владу на челу са генералом Иваном Петровичем Лазаревим. Кноринг је имао тајна наређења да премести све мушке и неке женске чланове краљевске породице у Русију. Део грузијског племства није прихватио декрет све до априла 1802, када је генерал Кноринг држао племство у тбилисијској катедрали Сиони и приморао их да положе заклетву на царској круни Русије. Они који се нису слагали су ухапшени. Kада је Русија могла да искористи Грузију као мост за даље ширење јужно од Кавказа, Персија и Османско царство су се осећали угрожени. Године 1804, Павел Цицијанов, командант руских снага на Кавказу, напао је Ганџу, изазвавши Руско-персијски рат 1804–1813. Након тога уследио је руско-турски рат 1806–1812 са Османлијама, који су били незадовољни руском експанзијом у Западној Грузији. Ставови Грузије су били помешани: једни су се борили као добровољци помажући руској војсци, други су се побунили против руске власти (дошло је до великог устанка 1804). Оба рата су завршена победом Русије, при чему су Османлије и Персијанци признали царске претензије на Грузију (Букурешким миром са Турском и Ђулистанским уговором са Персијом).
Соломон II Имеретијски био је љут на руску анексију Картлије-Кахетије. Понудио је компромис: учинио би Имеретију руским протекторатом ако би се обновила монархија и аутономија његовог суседа. Русија није одговорила. Године 1803. , владар Мингрелије, области која је припадала Имеретији, побунио се против Соломона и уместо тога признао Русију као свог заштитника. Када је Соломон одбио да и Имеретију учини руским протекторатом, руски генерал Цицијанов је извршио инвазију и 25. априла 1804. године Соломон је потписао уговор којим је постао руски вазал. Међутим, Соломон је био далеко од покорности. Када је избио рат између Османлија и Русије, Соломон је започео тајне преговоре са Османлијама. У фебруару 1810. руски декрет је прогласио да је Соломон свргнут са престола и наложио Имеретијанцима да се заветују на верност цару. Велика руска војска је извршила инвазију на земљу, али су многи Имеретијци побегли у шуме да започну покрет отпора. Соломон се надао да ће Русија, ометена својим ратовима са Османлијама и Персијом, дозволити Имеретију да постане аутономна. Руси су на крају сломили герилски устанак, али нису могли да ухвате Соломона. Међутим, мировни уговори Русије са Османском Турском (1812) и Персијом (1813) прекинули су краљеве наде у подршку страних земаља (он је такође покушао да заинтересује Наполеона). Соломон је умро у изгнанству у Трабзону 1815. године.
Године 1829. завршио се још један руско-турски рат тако што је Русија додала велику луку Поти и градове-тврђаве Ахалцихе и Ахалкалаки својим поседима у Грузији. Од 1803. до 1878. године, као резултат бројних руских ратова сада против Османске Турске, неколико претходно изгубљених грузијских територија – попут Аџарије – такође је укључено у царство. Кнежевина Гурија је укинута и укључена у састав Царства 1829. године, док је Сванети постепено припојен 1858. Мингрелија, иако је под протекторатом Русије од 1803. године, није апсорбована све до 1867. године.

## Руска владавина
Током првих деценија руске владавине, Грузија је стављена под војно губернаторство. Земља је била на првој линији руског рата против Турске и Персије, а главнокомандујући руске војске региона је такође био гувернер. Русија је постепено ширила своју територију у Закавказју на рачун својих ривала, узимајући велике површине земље у остатку региона, који обухвата читаву данашњу Јерменију и Азербејџан од Каџарске Персије до Руско-персијског рата (1826-1828) и резултирајући Туркменчајским миром. Истовремено, руске власти су имале за циљ да интегришу Грузију у остатак свог царства. Руско и грузијско друштво имале су много тога заједничког: главна религија је било православно хришћанство и у обе земље земљопоседничка аристократија је владала популацијом кметова. У почетку се руска владавина показала високом, произвољном и неосетљивом на локалне законе и обичаје. Године 1811. аутокефалност (тј. независни статус) Грузијске православне цркве је укинута, патријарх Антон II је депортован у Русију и Грузија постаје егзархат Руске цркве. Руска влада је такође успела да отуђи многе грузијске племиће, што је навело групу младих аристократа да планирају заверу да збаци руску власт. Били су инспирисани догађајима на другим местима у Руској империји: побуном децебриста у Санкт Петербургу 1825. и пољским устанком против Руса 1830. План грузијских племића био је једноставан: они ће позвати све руске званичнике у региону и онда их убити. Међутим, заверу су откриле власти 10. децембра 1832. године и њени чланови су ухапшени и интерно прогнани другде у Руској империји. У Гурији је 1841. године дошло до побуне сељака и племића. Ствари су се промениле именовањем Михаила Семјоновича Воронцова за намесника Кавказа 1845. Нова политика грофа Воронцова освојила је грузијско племство, које је све више усвајало западноевропске обичаје и одећу, као што је то чинило руско племство у претходном веку.
Када је почела руска владавина у раном 19. веку, Грузијом су још увек владале краљевске породице разних грузијских држава, али су их потом Руси збацили и послали у унутрашње изгнанство негде другде у царству. Испод њих су били племићи, који су чинили око 5 посто становништва и штитили своју власт и привилегије. Они су поседовали највећи део земље, коју су обрађивали њихови кметови. Сељаци су чинили највећи део грузијског друштва. Сеоска економија је постала озбиљно депресивна током периода османске и персијске доминације и већина грузијских кметова живела је у страшном сиромаштву, подложна честој претњи од глади. Глад их је често подстицала на побуну, као што је велика побуна у Кахетији 1812. године.
Кметство је било проблем не само у Грузији, већ и у већем делу Руске империје. До средине 19. века питање ослобађања кметова постало је немогуће игнорисати иако је Русија била реформисана и модернизована. Године 1861. цар Александар II је укинуо кметство у ужој Русији. Цар је такође желео да ослободи грузијске кметове, али без губитка недавно стечене лојалности племства чија су моћ и приходи зависили од кметског рада. То је захтевало деликатне преговоре и задатак да се пронађе решење које би било прихватљиво за земљопоседнике поверено је либералном племићу Димитрију Кипијанију. Дана 13. октобра 1865. цар је декретом изрекао ослобођење првих кметова у Грузији. Процес укидања у свим традиционалним грузијским земљама трајао би до 1870-их. Кметови су постали слободни сељаци који су се могли кретати где су желели, венчавати се за кога су изабрали и учествовати у политичком деловању не тражећи дозволу свог господара. Племићи су задржали право на сву своју земљу, али је требало да буде подељена на два дела. Племићи су поседовали један од ових делова (најмање половину земље) потпуно, али су други морали да изнајме сељаци који су на њему живели и радили вековима. Током година, након што су извршили довољна плаћања за обештећење земљопоседницима, ово земљиште би постало њихово приватно власништво. У том случају, реформе нису задовољиле ни племиће ни бивше кметове. Иако су сада били слободни сељаци, бивши кметови су и даље били под тешким финансијским теретом плаћања кирије и обично су биле потребне деценије пре него што су могли да купе земљу за себе. Другим речима, они су и даље били зависни од племића, не правно, већ економски. Племићи су прихватили еманципацију само са крајњом нерадом и, иако су били повољније третирани од земљопоседника у већем делу остатка царства, ипак су изгубили део своје моћи и прихода. У наредним годинама, и сељачко и племићко незадовољство ће доћи до изражаја у новим политичким покретима у Грузији.
Током владавине Николаја II, руске власти су подстицале миграцију различитих верских мањина, као што су Молокани и Духоборци, из провинција у срцу Русије у Закавказје, укључујући Грузију. Намера је била и да се проблематични неистомишљеници изолују од православних Руса (који би могли да буду „искварени“ својим идејама), и да се ојача руско присуство у региону. Пошто је Грузија служила као мање-више руска маршевска кнежевина као база за даљу експанзију против Османског царства, у 19. веку су ту насељене друге хришћанске заједнице из региона Закавказја, посебно Јермени и кавкаски Грци. Они су се касније често борили заједно са Русима и Грузијама у руској Кавкаској војсци у њеним ратовима против Османлија, помажући у освајању територија на јужном Кавказу које су се граничиле са Грузијом које су постале покрајине под руском војном управом, област Батуми и област Карс, где су десетине хиљада Јермена, кавкаски Грци, Руси и друге етничке мањинске заједнице које живе у Грузији су поново насељене.
Године 1881. руски популисти су у Санкт Петербургу убили реформаторског цара Александра. Његов наследник Александар III био је много аутократскији и грозио се на сваки израз националне независности као претњу његовом царству. У настојању да уведе више централне контроле, укинуо је Кавкаско вицекраљевство, смањивши статус Грузије на статус било које друге руске провинције. Изучавање грузијског језика је обесхрабрено, а сам назив „Грузија“ (рус. Грузия; грузијски: საქართველო) је забрањен у новинама. Године 1886. грузијски студент убио је ректора тбилисијске богословије у знак протеста. Када је остарели Димитри Кипијани критиковао поглавара Цркве у Грузији због напада на ученике Богословије, протеран је у Ставропољ, где је мистериозно убијен. Многи Грузијци су веровали да је његова смрт дело царских агената и организовали су огромне антируске демонстрације на његовој сахрани.

### Револуција
Године између 1890-1900. обележиле су чести протести широм Грузије. И сељаци су и даље били незадовољни, а социјалдемократе су придобиле сељаке и градске раднике за свој протест. У овој фази, грузијски социјалдемократи су себе још увек видели као део сверуског политичког покрета. Међутим, на Другом конгресу Сверуске социјалдемократске партије одржаном у Белгији 1903. године, партија се поделила на две непомирљиве групе: мењшевике и бољшевике. До 1905. године, социјалдемократски покрет у Грузији се великом већином одлучио у корист мењшевика и њиховог вође Ное Жорданије. Један од ретких Грузијаца који су се определили за бољшевичку фракцију био је млади Јосеб Џугашвили, познатији као Јосиф Стаљин.
У јануару 1905. године, невоље унутар Руског царства су дошле до врхунца када је војска пуцала на гомилу демонстраната у Санкт Петербургу, убивши најмање 96 људи. Вест је изазвала талас протеста и штрајкова широм земље у ономе што је постало познато као Револуција 1905. године. Немири су се брзо проширили на Грузију, где су мењшевици недавно координирали велику побуну сељака у региону Гурије. Мењшевици су поново били на челу током године када је дошло до низа устанака и штрајкова, које су царске власти дочекале комбинацијом насилне репресије (које су спроводили Kозаци) и уступака. У децембру су мењшевици наредили генерални штрајк и охрабрили своје присталице да убијају Козаке, који су одговорили још крвопролићем. Прибегавање насиљу мењшевика је отуђило многе људе, укључујући њихове јерменске политичке савезнике, а генерални штрајк је пропао. Сваки отпор царским властима коначно је угушен силом јануара 1906. године доласком војске коју је предводио генерал Максуд Алиханов.
Године између 1906. и избијања Првог светског рата биле су мирније у Грузији, која је сада била под влашћу релативно либералног гувернера Кавказа, грофа Илариона Воронцова-Дашкова. Мењшевици су веровали да су отишли предалеко са насиљем крајем 1905. За разлику од бољшевика, они су сада одбацили идеју о оружаној побуни. Године 1906. одржани су први избори за национални парламент (Думу) у Руском царству и мењшевици су убедљиво освојили места која су представљала Грузију. Бољшевици су имали малу подршку осим у руднику мангана у Чијатури, мада су добили публицитет оружаном пљачком да би стекли средства у Тбилисију 1907. Након овог инцидента, Стаљин и његове колеге су се преселили у Баку, једино право бољшевичко упориште у Закавказју.

### Независност
Русија је ушла у Први светски рат против Немачке у августу 1914. Рат је изазвао мало ентузијазма код људи у Грузији, који нису видели много користи од сукоба, иако је 200.000 Грузијаца мобилисано да се боре у војсци. Када се Турска у новембру придружила рату на страни Немачке, Грузија се нашла на првој линији фронта. Већина грузијских политичара је остала неутрална, иако су међу становништвом почели да расту про-немачки осећаји и осећај да је независност на дохват руке. Године 1917, када су руски ратни напори пропали, у Санкт Петербургу је избила Фебруарска револуција. Нова Привремена влада основала је огранак за управљање Закавказјем под називом Озаком (Ванредни комитет за Закавказје). У Тбилисију је било напетости пошто су углавном руски војници у граду фаворизовали бољшевике, али како је 1917. одмицала, војници су почели да дезертирају и крећу ка северу, остављајући Грузију практично слободну од руске војске и у рукама мењшевика, који су одбили Октобарску револуцију која је довела бољшевике на власт у руској престоници. Закавказје је било препуштено самоме себи и како је турска војска почела да надире преко границе у фебруару 1918. године, питање одвајања од Русије је стављено у први план.
Парламент Закавказја је 22. априла 1918. изгласао независност, прогласивши се Закавкаском Демократском Федеративном Републиком. Требало је да траје само месец дана. Нову републику су чиниле Грузија, Јерменија и Азербејџан, свака са својом различитом историјом, културом и тежњама. Јермени су били свесни геноцида над Јерменима у Турској, па је за њих одбрана од инвазионе војске била најважнија, док су муслимански Азери били наклоњени Турцима. Грузијци су сматрали да се њихови интереси најбоље могу гарантовати склапањем споразума са Немцима, а не са Турцима. Дана 26. маја 1918. Грузија је прогласила своју независност и рођена је нова држава, Демократска Република Грузија, која ће уживати кратак период слободе пре него што су бољшевици извршили инвазију 1921. године.

## Култура и политички покрети
Инкорпорација у састав Руске империје променила је оријентацију Грузије од Блиског истока ка Европи, пошто су припадници интелигенције почели да читају о новим идејама са Запада. У исто време, Грузија је делила многе друштвене проблеме са остатком Русије, а руски политички покрети који су се појавили у 19. веку су такође желели да прошире своје следбенике у Грузији.
Тридесетих година 19. века романтизам је почео да утиче на грузијску књижевност, која је доживела препород захваљујући познатим песницима као што су Александар Чавчавадзе, Григол Орбелијани и Николоз Бараташвили. Почели су да истражују прошлост Грузије, тражећи изгубљено златно доба које су користили као инспирацију за своја дела. Једна од најпознатијих Бараташвилијевих песама, Беди Картлиса („Судбина Грузије“), изражава своју дубоку амбивалентност према унији са Русијом у фрази „какво задовољство добија славуј од части ако је у кавезу?“
Грузија је постала тема и у руској књижевности. Године 1829, највећи руски песник Александар Пушкин посетио је земљу и његово искуство се огледа у неколико његових текстова. Његов млађи савременик, Михаил Љермонтов, прогнан је на Кавказ 1840. Регион се појављује као земља егзотичне авантуре у чувеном Љермонтовљевом роману Јунак нашег доба, а такође је славио дивљи, планински пејзаж Грузије у дугој песми Мтсири, о монаху који бежи од строгости верске дисциплине да би нашао слободу у природи.
Средином 19. века, романтични патриотизам уступио је место отворенијем политичком националном покрету у Грузији. Ово је почело са младом генерацијом грузијских студената школованих на Универзитету у Санкт Петербургу, који су добили надимак тергдалеулнис (по реци Терек која протиче кроз Грузију и Русију). Најистакнутија личност далеко је био писац Илија Чавчавадзе, који је био најутицајнији грузијски националиста пре 1905. Настојао је да побољша положај Грузијаца у систему који је фаворизовао говорнике руског и усмерио своју пажњу на питања културе, посебно на лингвистичку реформу и проучавање фолклора. Чавчавадзе је постајао све конзервативнији, видећи као свој задатак да сачува грузијске традиције и осигура да Грузија остане рурално друштво. Друга генерација грузијских националиста била је мање конзервативна од Чавчавадзеа. Више су се фокусирали на растуће градове у Грузији, покушавајући да осигурају да урбани Грузијци могу да се такмиче са економски доминантним Јерменима и Русима. Водећа личност овог покрета био је Нико Николадзе, кога су привлачиле западне либералне идеје. Николадзе је веровао да је кавкаска федерација нација најбољи формат за отпор царској аутократији, што многи његови савременици нису прихватили.
До 1870-их, поред ових конзервативних и либералних националистичких трендова, у Грузији се појавила трећа, радикалнија политичка снага. Њени чланови су се фокусирали на друштвене проблеме и тежили да се удруже са покретима у остатку Русије. Први потреси су виђени у покушају ширења руског популизма у региону, иако су популисти имали мало практичног ефекта. Социјализам, посебно марксизам, показао се далеко утицајнијим на дуге стазе.
Индустријализација је дошла у Грузију крајем 19. века, посебно у градове Тбилиси, Батуми и Кутаиси. Са њим су дошле фабрике, железница и нова, урбана радничка класа. Током 1890-их, они су постали фокус „треће генерације“ грузијских интелектуалаца који су себе називали социјалдемократама, а међу њима су били Ное Жорданија и Филип Макхарадзе, који су учили о марксизму на другим местима у Руској империји. Они ће постати водећа сила у грузијској политици од 1905. надаље. Сматрали су да царску аутократију треба збацити и заменити демократијом, што би на крају створило социјалистичко друштво.